# Отто Волльшлегер
Отто Волльшлегер (нім. Otto Wollschläger; 31 березня 1902, Дітфурт — ?) — німецький офіцер-підводник, капітан-лейтенант крігсмаріне.

## Біографія
В 1922 році вступив на флот. В жовтні-листопаді 1937 року пройшов курс підводника. З листопада 1927 року служив в штабі флотилії підводних човнів «Веддіген», з 1 лютого 1938 року — на підводному човні U-3, з 21 лютого по 12 грудня 1938 року — на U-7, з грудня 1938 року — в 3-й роті 1-го дивізіону корабельних гармат.
З 11 лютого 1939 року — старший штурман на U-7, з 19 січня 1940 року — на U-3. 2-14 жовтня 1941 року виконував обов'язки командира U-17. З 15 жовтня по 16 листопада 1941 року — командир UC-1, з 17 листопада 1941 по 27 вересня 1943 року — UC-2, з 8 листопада 1943 по 17 грудня 1944 року — U-721. З грудня 1944 року — навчальний офіцер в 22-й флотилії. В березні 1945 року переданий в розпорядження 1-го навчального дивізіону підводних човнів і більше не отримав призначень.

## Звання
- Оберлейтенант-цур-зее (1 квітня 1942)
- Капітан-лейтенант (1 березня 1945)

## Нагороди
- Медаль «За вислугу років у Вермахті» 4-го і 3-го класу (12 років)